# Prix de la personnalité chorégraphique de l'année du Syndicat de la critique
 (avril 2024).
Si vous disposez d'ouvrages ou d'articles de référence ou si vous connaissez des sites web de qualité traitant du thème abordé ici, merci de compléter l'article en donnant les références utiles à sa vérifiabilité et en les liant à la section « Notes et références ».
Le Prix de la personnalité chorégraphique de l'année est un prix de danse remis chaque année depuis 2009 par le Syndicat de la critique.

## Liste des lauréats
- 2008-2009 : Guy Darmet pour « son action en faveur de la danse à la direction de la Maison de la danse de Lyon et de la Biennale de la danse de Lyon » et Jacques Patarozzi pour « son action en faveur de la danse à la direction du Printemps de la danse d'Angoulême »
- 2009-2010 : Alain Crombecque en hommage « à son action en faveur de la danse à la direction du Festival d'Automne de Paris
- 2010-2011 : Louise Lecavalier pour « son nouveau parcours chorégraphique »
- 2012-2013 : Kathryn Bennett pour « son action afin de laisser vivant le patrimoine chorégraphique de William Forsythe »
- 2014 : Dave St-Pierre pour « ce mélange de joyeuse liberté etd’intelligence gestuelle parfois irrévérencieuse qu’il apporte à la danse contemporaine »
- 2015 : L’Association des Centres Chorégraphiques (CCN)
- 2016 : Non décerné
- 2017 : Kader Belarbi, directeur du Ballet du Capitole de Toulouse et Crystal Pite,  Chorégraphe
- 2018 : Bruno Bouché, directeur du CCN / Ballet de l'Opéra national du Rhin
- 2019 : William Forsythe
- 2021 : Akram Khan, danseur et chorégraphe et Lia Rodrigues, danseuse et chorégraphe
- 2022 : Brigitte Lefèvre et François Alu, étoile de l’Opéra de Paris[1]
- 2023 : Christophe Martin, directeur artistique du Festival Faits d’hiver[2]
- 2024 : Noé Soulier, chorégraphe et directeur du CNDC Angers[3]